# Stadion Arsienał w Tule
Stadion Arsienał – wielofunkcyjny stadion w Tule, w Rosji. Został otwarty 29 sierpnia 1959 roku. Może pomieścić 19 241 widzów. Swoje spotkania rozgrywają na nim piłkarze klubu Arsienał Tuła.
Budowa stadionu Arsienał rozpoczęła się 8 czerwca 1958 roku, a jego otwarcie nastąpiło 29 sierpnia 1959 roku. Dawniej obiekt znany był pod nazwami „Trud” oraz „im. 50-lecia Leninowskiego Komsomoła”, nosił także przydomek „Tulskie Łużniki”. W latach 90. XX wieku został zmodernizowany. 19 maja 1999 roku na stadionie rozegrano towarzyskie spotkanie piłkarskich reprezentacji narodowych Rosji i Białorusi (1:1).